# Coupe du monde de cyclisme sur piste 2012-2013
 (décembre 2023).
Si vous disposez d'ouvrages ou d'articles de référence ou si vous connaissez des sites web de qualité traitant du thème abordé ici, merci de compléter l'article en donnant les références utiles à sa vérifiabilité et en les liant à la section « Notes et références ».
Navigation
Coupe du monde 2011-2012 Coupe du monde 2013-2014
La Coupe du monde de cyclisme sur piste 2012 – 2013 est une compétition organisée par l'UCI qui regroupe plusieurs épreuves de cyclisme sur piste. La saison débute le 11 octobre 2012 et se termine le 19 janvier 2013. Pour cette saison, trois manches sont au programme.
Au classement par nations, l'Allemagne tenante du titre, conserve sa victoire.

## Calendrier
| Date                | Lieu           |
| ------------------- | -------------- |
| 11-13 octobre 2012  | Cali           |
| 16-18 novembre 2012 | Glasgow        |
| 17-19 janvier 2013  | Aguascalientes |

## Classement par nations

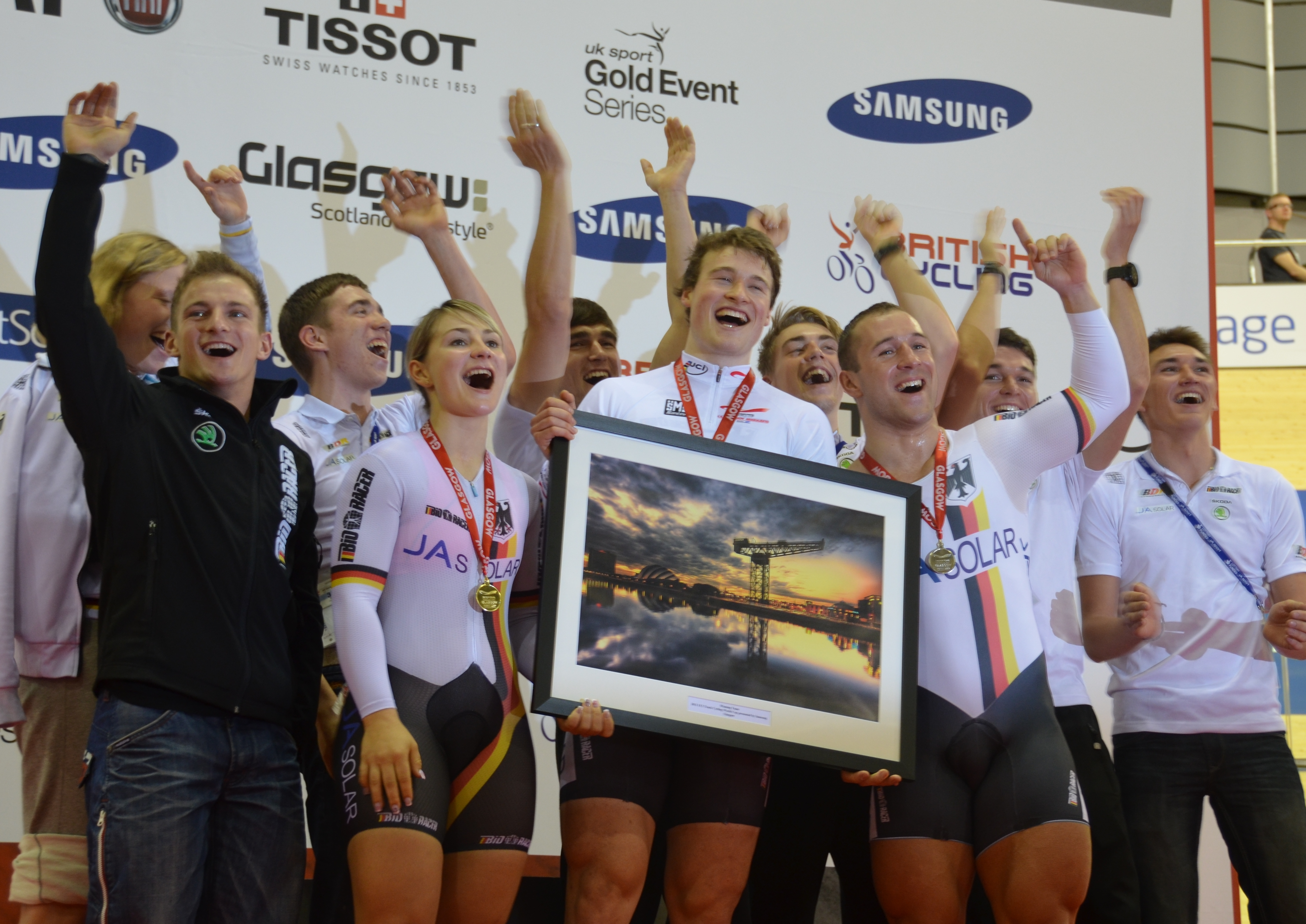
L'équipe allemande vainqueur de la manche de Glasgow.

| Rang | Pays/Équipe     | Manche 1 | Manche 2 | Manche 3 | Total |
| ---- | --------------- | -------- | -------- | -------- | ----- |
| 1.   | Allemagne       | 47       | 109      | 22       | 178   |
| 2.   | Grande-Bretagne | 54       | 102      |          | 156   |
| 3.   | France          | 27       | 48       | 65       | 140   |
| 4.   | Australie       | 24       | 34       | 62       | 120   |
| 5.   | Russie          | 37       | 30       | 37       | 104   |
| 6.   | Espagne         | 40       | 56       | 8        | 104   |
| 7.   | Colombie        | 87       |          | 10       | 97    |
| 8.   | Italie          | 49       | 4        | 30       | 83    |
| 9.   | Japon           | 45       | 19       | 15       | 79    |
| 10.  | Pologne         | 27       | 20       | 24       | 71    |

## Hommes

### Kilomètre

#### Résultats

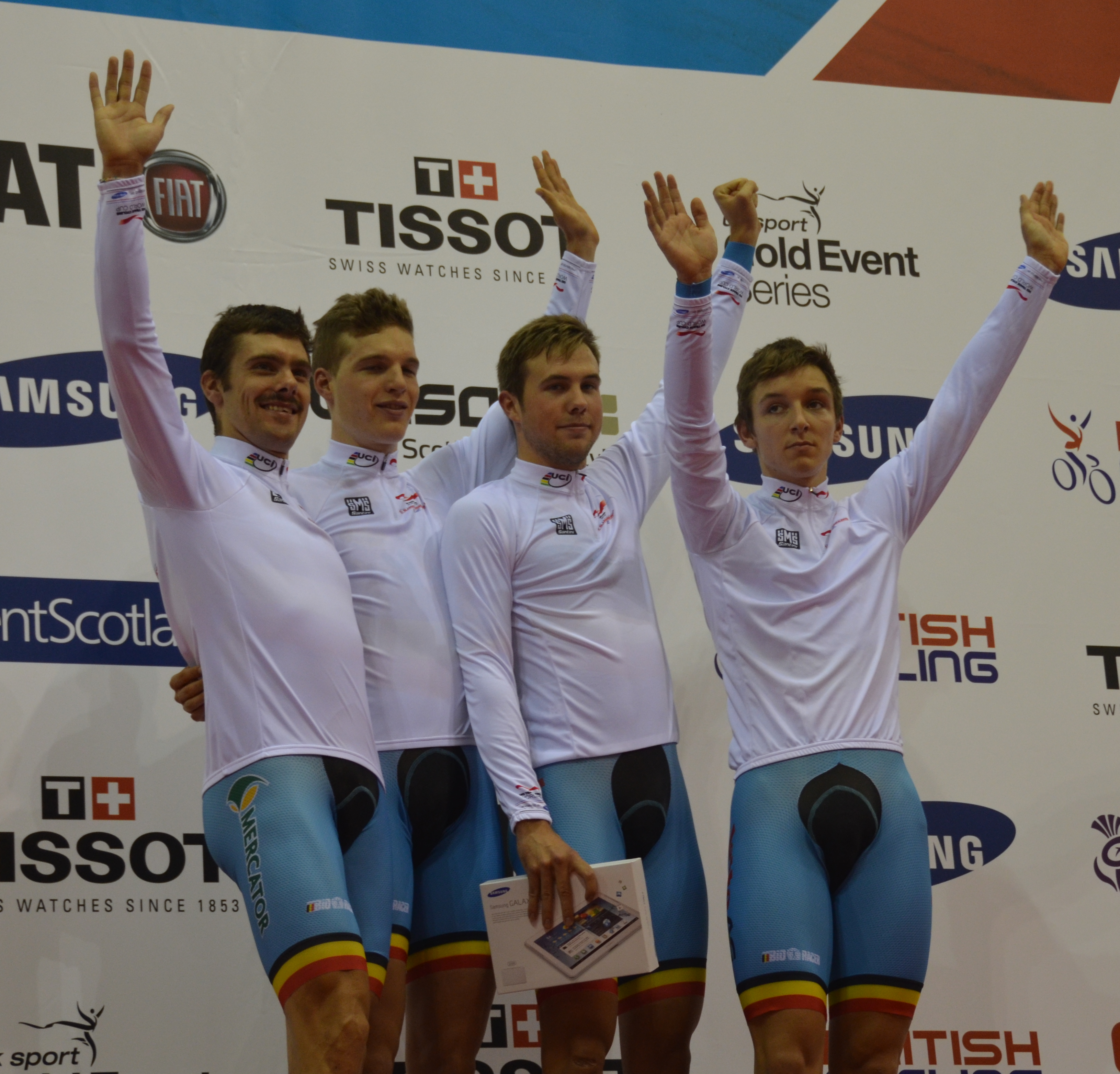
L'équipe de poursuite belge à Glasgow

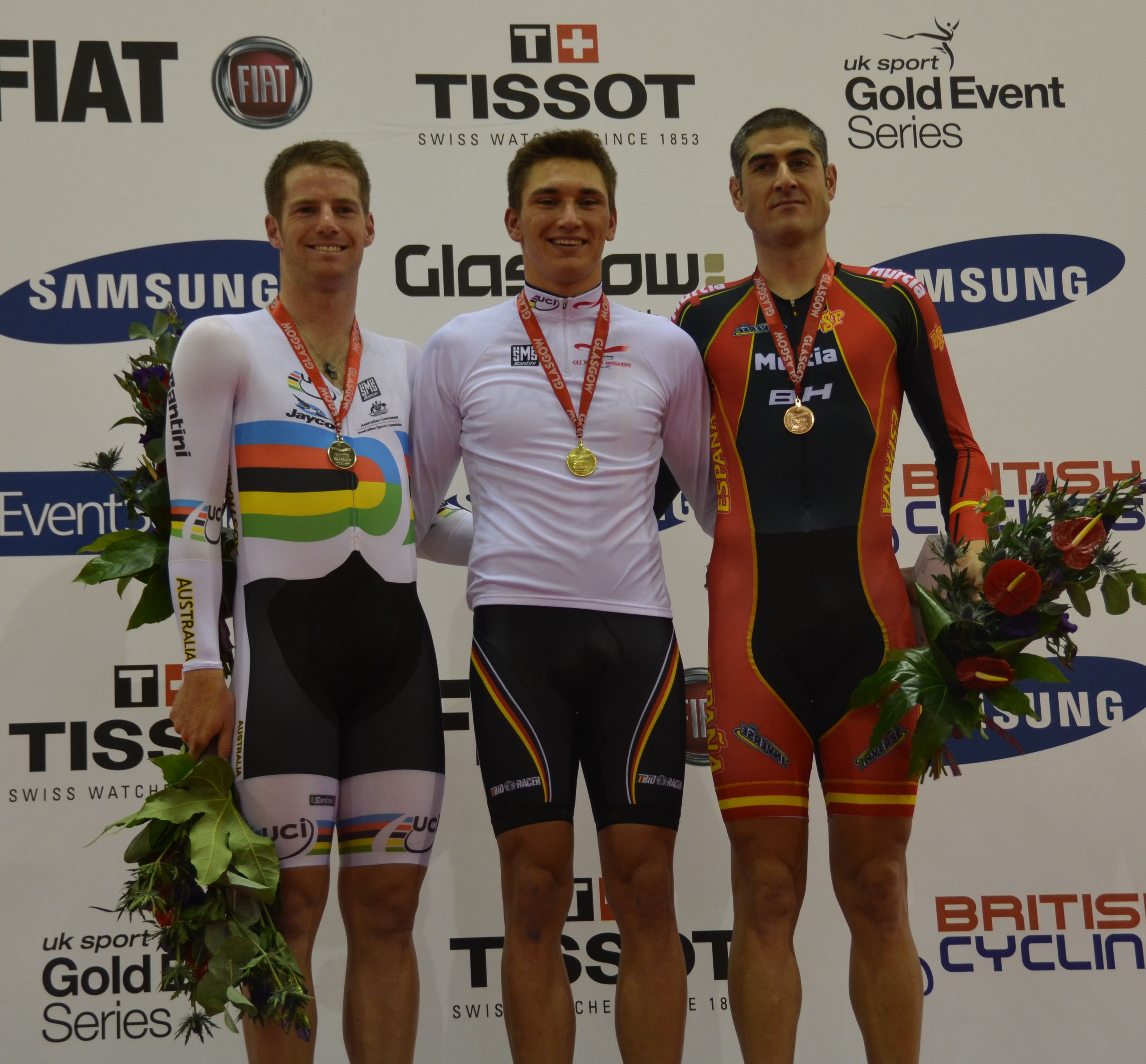
Podium de l'omnium à Glasgow

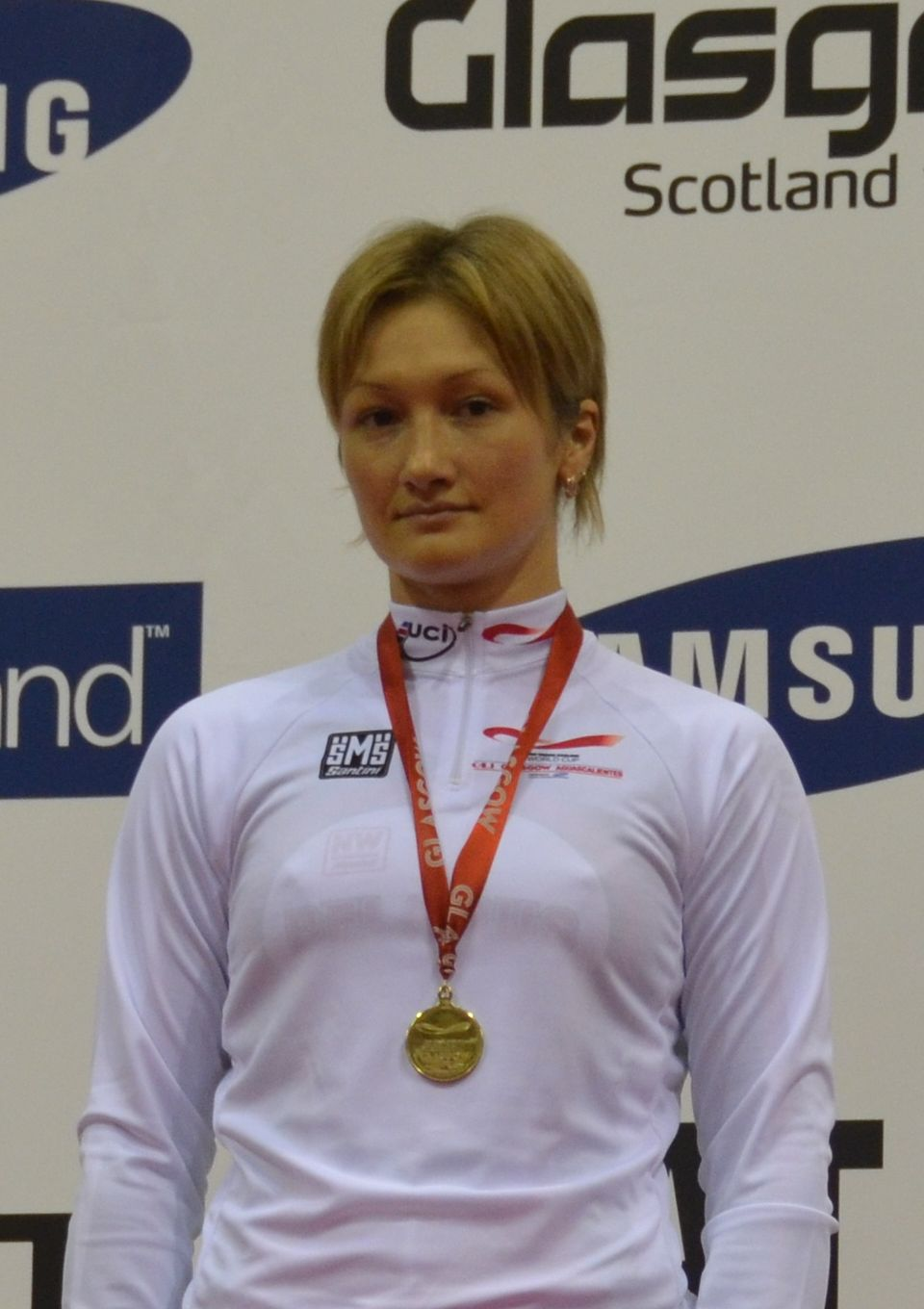
Olga Panarina

| Lieu | Vainqueur     | Deuxième   | Troisième        |
| ---- | ------------- | ---------- | ---------------- |
| Cali | Fabián Puerta | Kian Emadi | Quentin Lafargue |

#### Classement

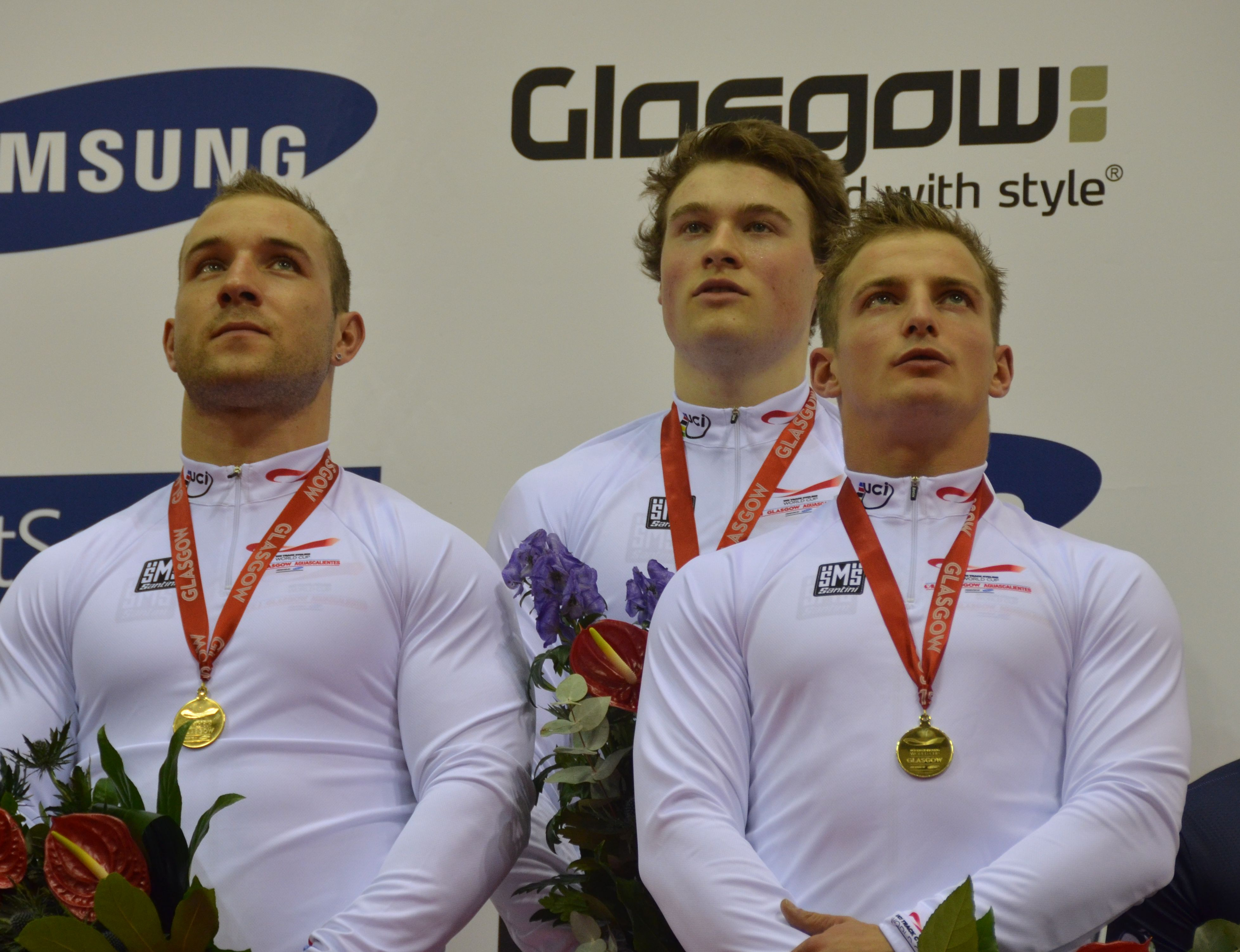
L'équipe de vitesse par équipes allemande : Robert Förstemann, Stefan Bötticher et René Enders

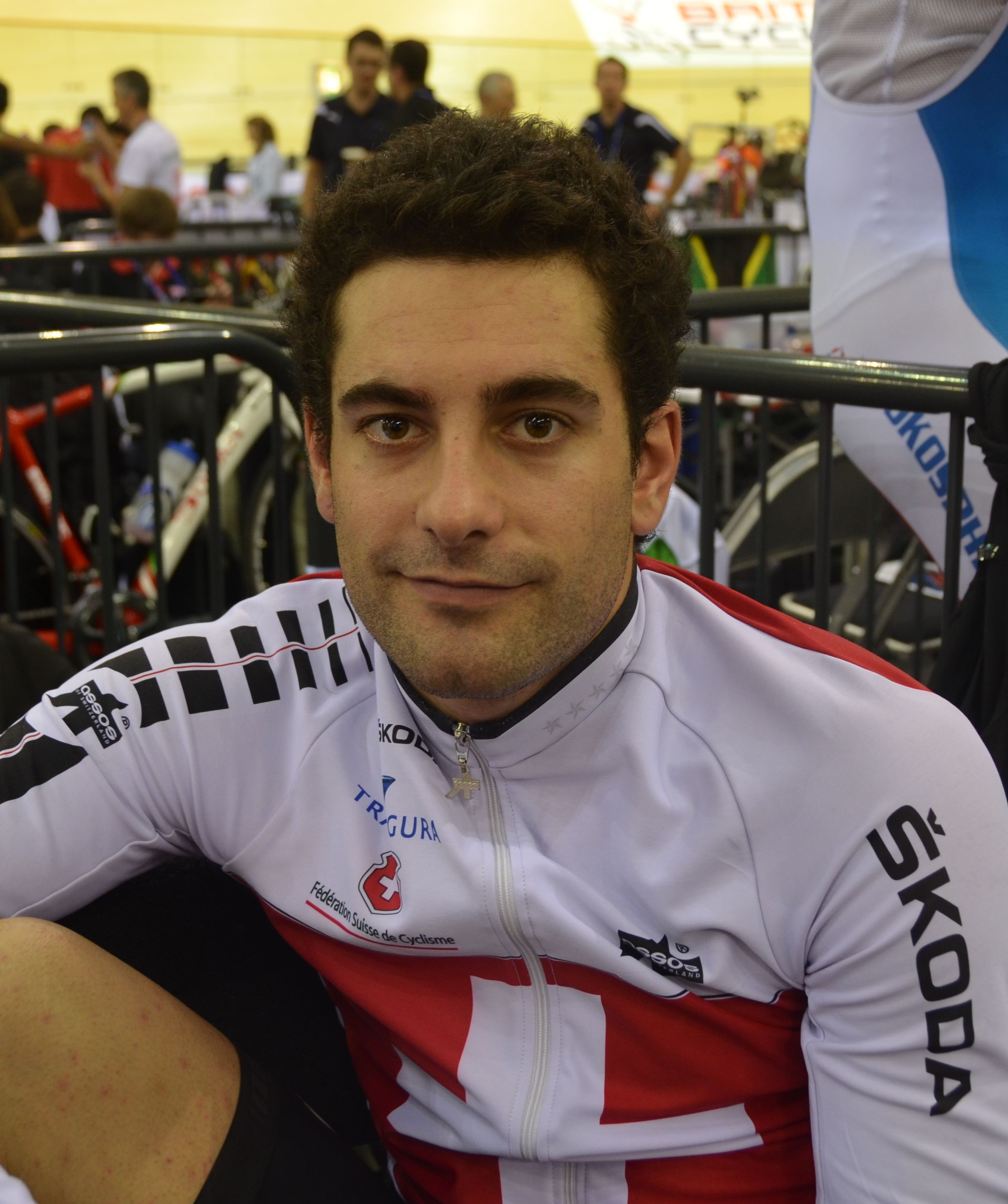
Tristan Marguet

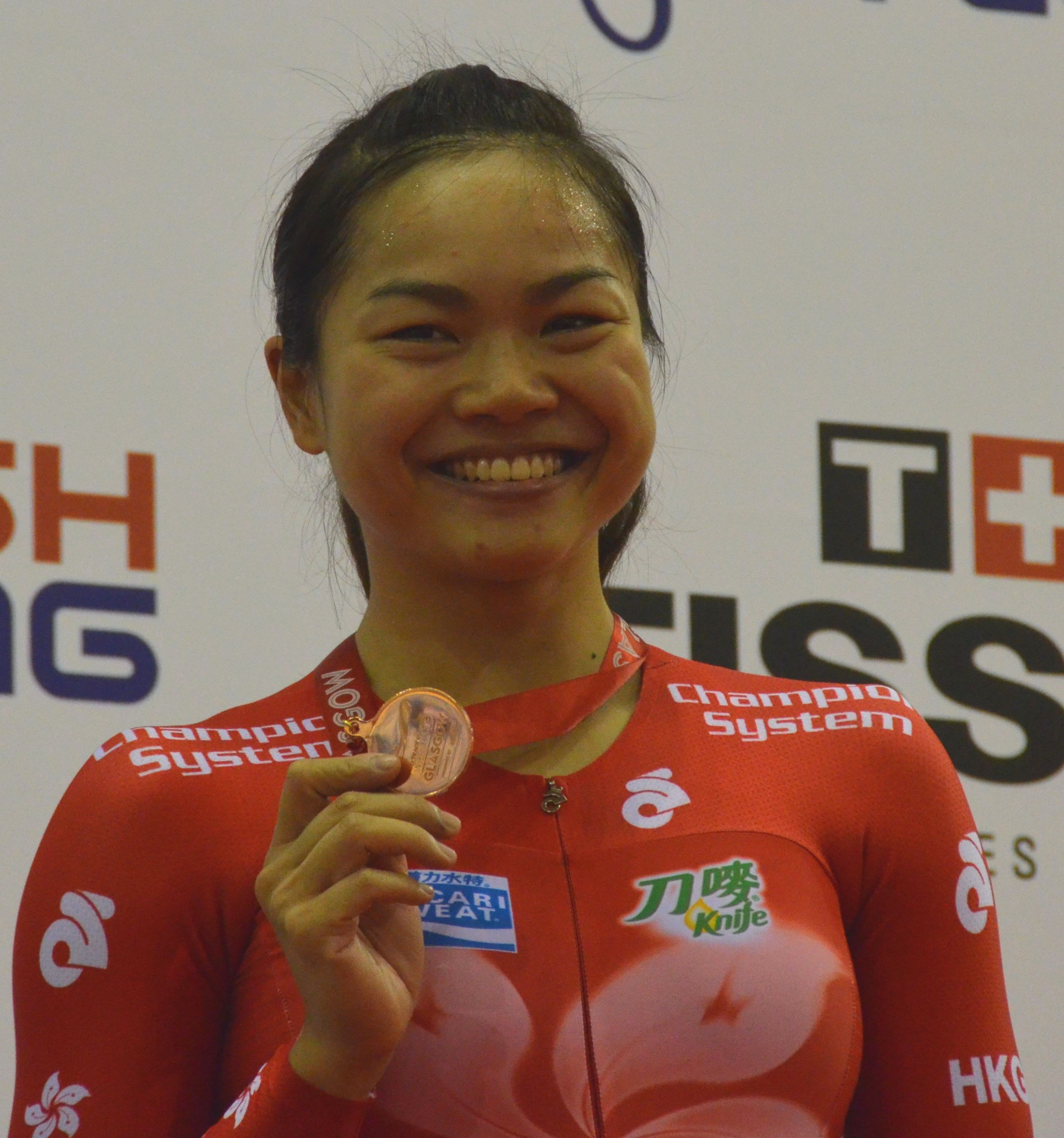
Lee Wai Sze

| Pos. | Coureur          | Cal | Gla | Agua | Pts |
| 1.   | Fabián Puerta    | 12  |     |      | 12  |
| 2.   | Kian Emadi       | 10  |     |      | 10  |
| 3.   | Quentin Lafargue | 8   |     |      | 8   |
| 4.   | Eric Engler      | 7   |     |      | 7   |
| 5.   | Francesco Ceci   | 6   |     |      | 6   |

### Keirin

#### Résultats
| Lieu           | Vainqueur        | Deuxième          | Troisième        |
| -------------- | ---------------- | ----------------- | ---------------- |
| Cali           | Fabián Puerta    | Tomoyuki Kawabata | Marc Schröder    |
| Glasgow        | Stefan Bötticher | Peter Lewis       | Takashi Sakamoto |
| Aguascalientes | Matthijs Büchli  | Kazunari Watanabe | François Pervis  |

#### Classement
| Pos. | Coureur           | Cal | Gla | Agua | Pts |
| 1.   | Matthijs Büchli   |     |     | 12   | 12  |
| 2.   | Stefan Bötticher  |     | 12  |      | 12  |
| 3.   | Fabián Puerta     | 12  |     |      | 12  |
| 4.   | Quentin Lafargue  | 6   | 6   |      | 12  |
| 5.   | Kazunari Watanabe |     |     | 10   | 10  |

### Vitesse individuelle

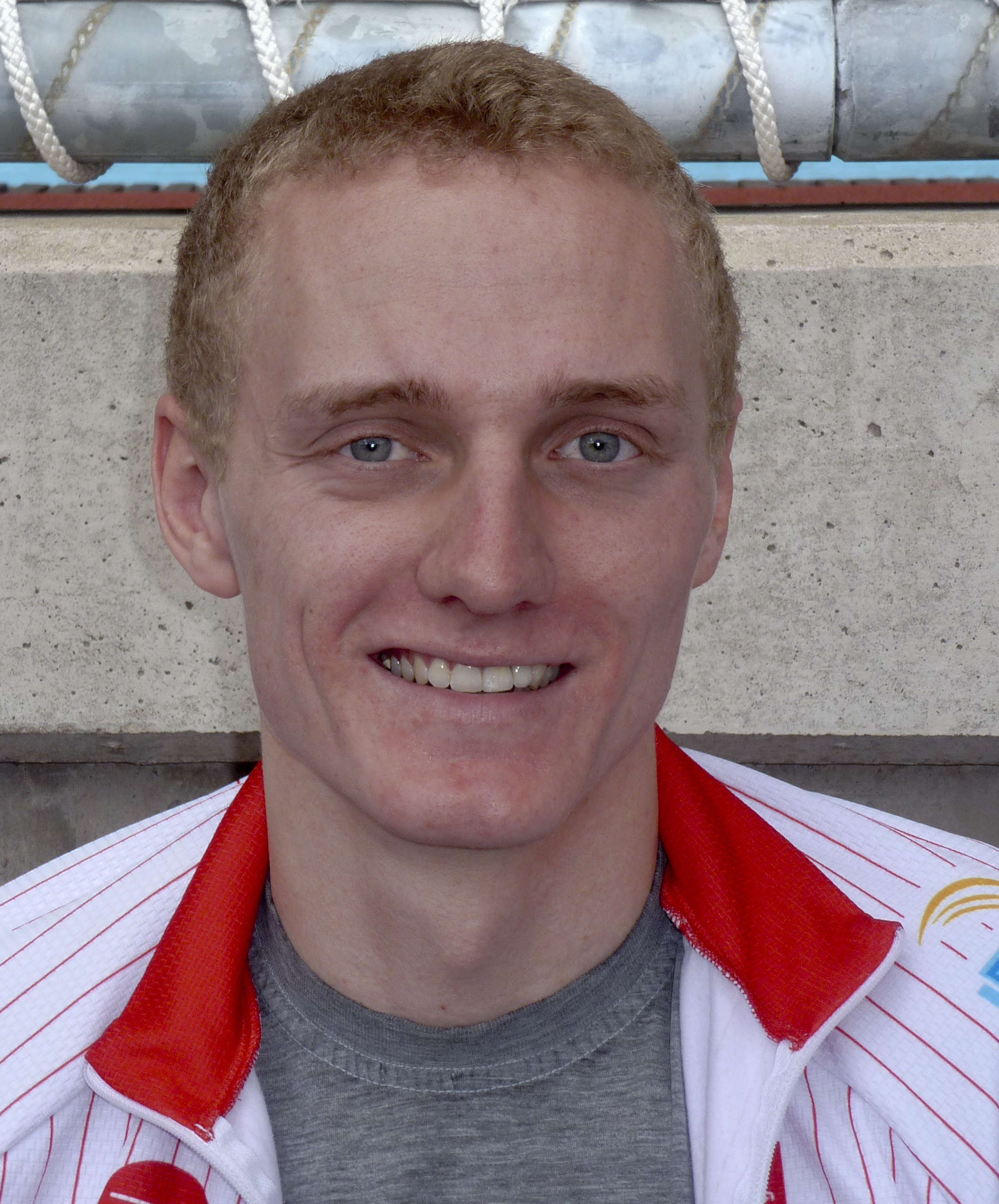
Philipp Thiele, vainqueur de deux médailles d'or à Cali.

#### Résultats
| Lieu           | Vainqueur        | Deuxième          | Troisième      |
| -------------- | ---------------- | ----------------- | -------------- |
| Cali           | Philipp Thiele   | Fabián Puerta     | Eric Engler    |
| Glasgow        | Stefan Bötticher | Robert Förstemann | Denis Dmitriev |
| Aguascalientes | Denis Dmitriev   | Max Niederlag     | Juan Peralta   |

#### Classement
| Pos. | Coureur          | Cal | Gla | Agua | Pts |
| 1.   | Denis Dmitriev   |     | 8   | 12   | 20  |
| 2.   | Juan Peralta     |     | 7   | 8    | 15  |
| 3.   | Stefan Bötticher |     | 12  |      | 12  |
| 4.   | Philipp Thiele   | 12  |     |      | 12  |
| 5.   | Max Niederlag    |     |     | 10   | 10  |

### Vitesse par équipes

#### Résultats
| Lieu           | Vainqueur                                                  | Deuxième                                              | Troisième                                          |
| -------------- | ---------------------------------------------------------- | ----------------------------------------------------- | -------------------------------------------------- |
| Cali           | Allemagne Philipp Thiele Eric Engler Marc Schröder         | Japon Tomoyuki Kawabata Takashi Sakamoto Kenta Inake  | Venezuela Juan Orellana César Marcano Ángel Pulgar |
| Glasgow        | Allemagne René Enders Robert Förstemann Stefan Bötticher   | Royaume-Uni Philip Hindes Jason Kenny Edward Clancy   | France Julien Palma Kévin Sireau Quentin Lafargue  |
| Aguascalientes | Nouvelle-Zélande Ethan Mitchell Sam Webster Edward Dawkins | France Kévin Sireau François Pervis Michaël D'Almeida | Australie Alex Bird Mitchell Bullen Peter Lewis    |

#### Classement
| Pos. | Équipe           | Cal | Gla | Agua | Pts |
| 1.   | Allemagne        | 12  | 12  | 6    | 30  |
| 2.   | France           |     | 8   | 10   | 18  |
| 3.   | Nouvelle-Zélande |     |     | 12   | 12  |
| 4.   | Japon            | 10  | 2   |      | 12  |
| 5.   | Russie           | 6   | 6   |      | 12  |

### Poursuite individuelle

#### Résultats
| Lieu    | Vainqueur           | Deuxième      | Troisième              |
| ------- | ------------------- | ------------- | ---------------------- |
| Glasgow | Lasse Norman Hansen | Martyn Irvine | David Muntaner Juaneda |

#### Classement
| Pos. | Coureur                | Cal | Gla | Agua | Pts |
| 1.   | Lasse Norman Hansen    |     | 12  |      | 12  |
| 2.   | Martyn Irvine          |     | 10  |      | 10  |
| 3.   | David Muntaner Juaneda |     | 8   |      | 8   |
| 4.   | Dylan Kennett          |     | 7   |      | 7   |
| 5.   | Andrew Tennant         |     | 6   |      | 6   |

### Poursuite par équipes

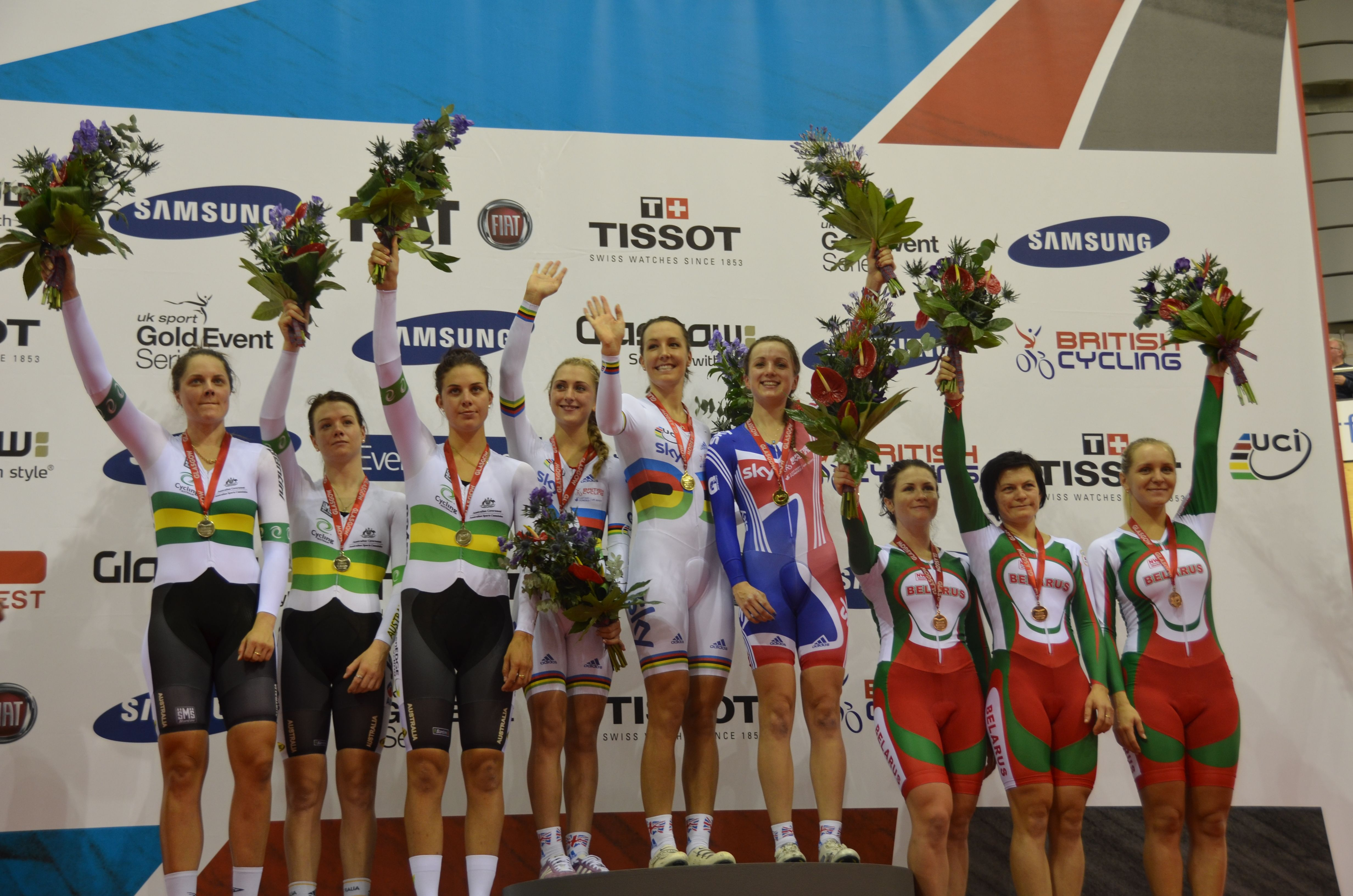
Podium de la poursuite par équipes à Glasgow

#### Résultats
| Lieu           | Vainqueur                                                                                      | Deuxième                                                                | Troisième                                                               |
| -------------- | ---------------------------------------------------------------------------------------------- | ----------------------------------------------------------------------- | ----------------------------------------------------------------------- |
| Cali           | Colombie Edwin Ávila Juan Esteban Arango Arles Castro Weimar Roldán                            | Russie Sergey Shilov Maksim Kozyrev Pavel Karpenkov Dmitriy Sokolov     | Suisse Loïc Perizzolo Kilian Moser Frank Pasche Cyrille Thièry          |
| Glasgow        | Danemark Casper von Folsach Lasse Norman Hansen Mathias Møller Nielsen Rasmus Christian Quaade | Allemagne Maximilian Beyer Henning Bommel Theo Reinhardt Kersten Thiele | Belgique Kenny De Ketele Jasper De Buyst Moreno De Pauw Gijs Van Hoecke |
| Aguascalientes | Russie Ievgueni Kovalev Ivan Savitskiy Alexander Serov Nikolay Zhurkin                         | Suisse Loïc Perizzolo Tom Bohli Silvan Dillier Stefan Küng              | Italie Liam Bertazzo Marco Coledan Francesco Lamon Michele Scartezzini  |

#### Classement
| Pos. | Équipe   | Cal | Gla | Agua | Pts |
| 1.   | Suisse   | 8   | 6   | 10   | 24  |
| 2.   | Russie   | 10  |     | 12   | 22  |
| 3.   | Ukraine  | 6   | 5   | 6    | 17  |
| 4.   | Belgique | 7   | 8   |      | 15  |
| 5.   | Danemark |     | 12  |      | 12  |

### Scratch

#### Résultats
| Lieu    | Vainqueur       | Deuxième      | Troisième   |
| ------- | --------------- | ------------- | ----------- |
| Glasgow | Tristan Marguet | Martyn Irvine | Roy Eefting |

#### Classement
| Pos. | Coureur         | Cal | Gla | Agua | Pts |
| 1.   | Tristan Marguet |     | 12  |      | 12  |
| 2.   | Martyn Irvine   |     | 10  |      | 10  |
| 3.   | Roy Eefting     |     | 8   |      | 8   |
| 4.   | Theo Reinhardt  |     | 7   |      | 7   |
| 5.   | Simon Yates     |     | 6   |      | 6   |

### Américaine

#### Résultats
| Lieu           | Vainqueur                          | Deuxième                                 | Troisième                         |
| -------------- | ---------------------------------- | ---------------------------------------- | --------------------------------- |
| Aguascalientes | France Vivien Brisse Thomas Boudat | Ukraine Mykhaylo Radionov Sergiy Lagkuti | Suisse Silvan Dillier Stefan Küng |

#### Classement
| Pos. | Équipe   | Cal | Gla | Agua | Pts |
| 1.   | France   |     |     | 12   | 12  |
| 2.   | Ukraine  |     |     | 10   | 10  |
| 3.   | Suisse   |     |     | 8    | 8   |
| 4.   | Russie   |     |     | 7    | 7   |
| 5.   | Russvelo |     |     | 6    | 6   |

### Course aux points

#### Résultats
| Lieu | Vainqueur    | Deuxième            | Troisième      |
| ---- | ------------ | ------------------- | -------------- |
| Cali | Andreas Graf | Wojtek Pszczolarski | Jonathan Mould |

#### Classement
| Pos. | Coureur             | Cal | Gla | Agua | Pts |
| 1.   | Andreas Graf        | 12  |     |      | 12  |
| 2.   | Wojtek Pszczolarski | 10  |     |      | 10  |
| 3.   | Jonathan Mould      | 8   |     |      | 8   |
| 4.   | Jesper Mørkøv       | 7   |     |      | 7   |
| 5.   | Cameron Karwowski   | 6   |     |      | 6   |

### Omnium

#### Résultats
| Lieu           | Vainqueur    | Deuxième       | Troisième              |
| -------------- | ------------ | -------------- | ---------------------- |
| Cali           | Paolo Simion | David Muntaner | Loïc Perizzolo         |
| Glasgow        | Lucas Liss   | Glenn O'Shea   | Unai Elorriaga Zubiaur |
| Aguascalientes | Artur Ershov | Vivien Brisse  | Ondřej Rybín           |

#### Classement
| Pos. | Coureur        | Cal | Gla | Agua | Pts |
| 1.   | Loïc Perizzolo | 8   |     | 5    | 13  |
| 2.   | Artur Ershov   |     |     | 12   | 12  |
| 3.   | Lucas Liss     |     | 12  |      | 12  |
| 4.   | Paolo Simion   | 12  |     |      | 12  |
| 5.   | Vivien Brisse  |     | 1   | 10   | 11  |

## Femmes

### 500 mètres

#### Résultats
| Lieu    | Vainqueur     | Deuxième       | Troisième           |
| ------- | ------------- | -------------- | ------------------- |
| Glasgow | Olga Panarina | Kristina Vogel | Tania Calvo Barbero |

#### Classement
| Pos. | Coureur             | Cal | Gla | Agua | Pts |
| 1.   | Olga Panarina       |     | 12  |      | 12  |
| 2.   | Kristina Vogel      |     | 10  |      | 10  |
| 3.   | Tania Calvo Barbero |     | 8   |      | 8   |
| 4.   | Anastasiia Voinova  |     | 7   |      | 7   |
| 5.   | Lee Wai Sze         |     | 6   |      | 6   |

### Keirin

#### Résultats
| Lieu           | Vainqueur       | Deuxième            | Troisième      |
| -------------- | --------------- | ------------------- | -------------- |
| Cali           | Juliana Gaviria | Luz Daniela Gaxiola | Virginie Cueff |
| Glasgow        | Kristina Vogel  | Ekaterina Gnidenko  | Lee Wai Sze    |
| Aguascalientes | Zhong Tianshi   | Gong Jinjie         | Xu Yulei       |

#### Classement
| Pos. | Coureur         | Cal | Gla | Agua | Pts |
| 1.   | Lee Wai Sze     | 5   | 8   | 7    | 20  |
| 2.   | Rebecca James   | 7   | 6   |      | 13  |
| 3.   | Zhong Tianshi   |     |     | 12   | 12  |
| 4.   | Kristina Vogel  |     | 12  |      | 12  |
| 5.   | Juliana Gaviria | 12  |     |      | 12  |

### Vitesse individuelle

#### Résultats
| Lieu           | Vainqueur      | Deuxième        | Troisième       |
| -------------- | -------------- | --------------- | --------------- |
| Cali           | Lee Wai Sze    | Rebecca James   | Jessica Varnish |
| Glasgow        | Kristina Vogel | Jessica Varnish | Rebecca James   |
| Aguascalientes | Gong Jinjie    | Lisandra Guerra | Lee Wai Sze     |

#### Classement
| Pos. | Coureur         | Cal | Gla | Agua | Pts |
| 1.   | Lee Wai Sze     | 12  | 7   | 8    | 27  |
| 2.   | Jessica Varnish | 8   | 10  |      | 18  |
| 3.   | Rebecca James   | 10  | 8   |      | 18  |
| 4.   | Gong Jinjie     |     |     | 12   | 12  |
| 5.   | Kristina Vogel  |     | 12  |      | 12  |

### Vitesse par équipes

#### Résultats
| Lieu           | Vainqueur                                   | Deuxième                                       | Troisième                                |
| -------------- | ------------------------------------------- | ---------------------------------------------- | ---------------------------------------- |
| Cali           | Royaume-Uni Rebecca James Jessica Varnish   | Japon Kayono Maeda Hiroko Ishii                | Colombie Martha Bayona Juliana Gaviria   |
| Glasgow        | Royaume-Uni Jessica Varnish Rebecca James   | Espagne Tania Calvo Barbero Helena Casas Roige | France Sandie Clair Olivia Montauban     |
| Aguascalientes | Australie Kaarle McCulloch Stephanie Morton | Chine Xu Yulei Zhong Tianshi                   | Russie Daria Shmeleva Anastasiia Voinova |

#### Classement
| Pos. | Équipe      | Cal | Gla | Agua | Pts |
| 1.   | Royaume-Uni | 12  | 12  |      | 24  |
| 2.   | Japon       | 10  | 3   | 5    | 18  |
| 3.   | Chine       |     | 5   | 10   | 15  |
| 4.   | Russie      |     | 7   | 8    | 15  |
| 5.   | France      |     | 8   | 6    | 14  |

### Poursuite individuelle

#### Résultats
| Lieu           | Vainqueur           | Deuxième          | Troisième      |
| -------------- | ------------------- | ----------------- | -------------- |
| Aguascalientes | Katarzyna Pawłowska | María Luisa Calle | Rebecca Wiasak |

#### Classement
| Pos. | Coureur             | Cal | Gla | Agua | Pts |
| 1.   | Katarzyna Pawłowska |     |     | 12   | 12  |
| 2.   | María Luisa Calle   |     |     | 10   | 10  |
| 3.   | Rebecca Wiasak      |     |     | 8    | 8   |
| 4.   | Laura Brown         |     |     | 7    | 7   |
| 5.   | Caroline Ryan       |     |     | 6    | 6   |

### Poursuite par équipes

#### Résultats
| Lieu           | Vainqueur                                                          | Deuxième                                                     | Troisième                                                    |
| -------------- | ------------------------------------------------------------------ | ------------------------------------------------------------ | ------------------------------------------------------------ |
| Cali           | Italie Giulia Donato Beatrice Bartelloni Maria Giulia Confalonieri | Team SWI Welsh Cycling Elinor Barker Ciara Horne Amy Roberts | Colombie Lorena Vargas María Luisa Calle Valentina Paniagua  |
| Glasgow        | Royaume-Uni Laura Trott Elinor Barker Danielle King                | Australie Ashlee Ankudinoff Amy Cure Melissa Hoskins         | Biélorussie Tatsiana Sharakova Alena Dylko Aksana Papko      |
| Aguascalientes | Canada Gillian Carleton Jasmin Glaesser Stephanie Roorda           | Ukraine Ivanna Borovychenko Valeriya Kononenko Anna Nahirna  | Team SWI Welsh Cycling Elinor Barker Amy Roberts Ciara Horne |

#### Classement
| Pos. | Équipe                 | Cal | Gla | Agua | Pts |
| 1.   | Italie                 | 12  |     | 7    | 19  |
| 2.   | Team SWI Welsh Cycling | 10  |     | 8    | 18  |
| 3.   | Biélorussie            | 7   | 8   |      | 15  |
| 4.   | Canada                 |     |     | 12   | 12  |
| 5.   | Royaume-Uni            |     | 12  |      | 12  |

### Scratch

#### Résultats
| Lieu | Vainqueur     | Deuxième          | Troisième      |
| ---- | ------------- | ----------------- | -------------- |
| Cali | Isabella King | Jarmila Machačová | Elena Cecchini |

#### Classement
| Pos. | Coureur           | Cal | Gla | Agua | Pts |
| 1.   | Isabella King     | 12  |     |      | 12  |
| 2.   | Jarmila Machačová | 10  |     |      | 10  |
| 3.   | Elena Cecchini    | 8   |     |      | 8   |
| 4.   | Natalia Rutkowska | 7   |     |      | 7   |
| 5.   | Jennifer César    | 6   |     |      | 6   |

### Course aux points

#### Résultats
| Lieu           | Vainqueur           | Deuxième          | Troisième          |
| -------------- | ------------------- | ----------------- | ------------------ |
| Aguascalientes | Katarzyna Pawłowska | Jarmila Machačová | Yudelmis Domínguez |

#### Classement
| Pos. | Coureur               | Cal | Gla | Agua | Pts |
| 1.   | Katarzyna Pawłowska   |     |     | 12   | 12  |
| 2.   | Jarmila Machačová     |     |     | 10   | 10  |
| 3.   | Yudelmis Domínguez    |     |     | 8    | 8   |
| 4.   | Sofia Arreola Navarro |     |     | 7    | 7   |
| 5.   | Huang Li              |     |     | 6    | 6   |

### Omnium

#### Résultats
| Lieu           | Vainqueur     | Deuxième          | Troisième                  |
| -------------- | ------------- | ----------------- | -------------------------- |
| Cali           | Isabella King | Natalia Rutkowska | Jarmila Machačová          |
| Glasgow        | Laura Trott   | Ashlee Ankudinoff | Tamara Balabolina          |
| Aguascalientes | Sarah Hammer  | Huang Li          | Leire Olaberria Dorronsoro |

#### Classement
| Pos. | Coureur                    | Cal | Gla | Agua | Pts |
| 1.   | Sarah Hammer               |     |     | 12   | 12  |
| 2.   | Laura Trott                |     | 12  |      | 12  |
| 3.   | Isabella King              | 12  |     |      | 12  |
| 4.   | Leire Olaberria Dorronsoro |     | 4   | 8    | 7   |
| 5.   | Huang Li                   |     |     | 10   | 10  |